# Delta Cycling Rotterdam
Delta Cycling Rotterdam is een Nederlandse wielerploeg. 
De ploeg kwam uit in de continentale circuits van de UCI, en dan vooral de UCI Europe Tour. Eind 2010 hield toenmalig hoofdsponsor Van Vliet Contrans op als titelsponsor en werd deze opgevolgd door de De Rijke Group. Het team ging verder als Cyclingteam De Rijke. In 2015 trok het team Join-S aan als nieuwe hoofdsponsor en ging het team verder als Cyclingteam Join-S | De Rijke. Vanaf 2017, de ploeg bestaat dan 25 jaar, heet het team Delta Cycling Rotterdam.
Vanaf het begin richtte de ploeg zich vooral op het opleiden van wielertalent. Zo maakten bijvoorbeeld Martijn Maaskant, Rick Flens en Sebastian Langeveld na hun periode bij Cyclingteam Join-S | De Rijke de stap naar grote WorldTour ploegen. Andere bekende renners van de ploeg door de jaren heen waren Joost van Leijen, Bram Schmitz, Thomas Berkhout, Steven Kruijswijk en Dylan Groenewegen. 
Halverwege het seizoen van 2011 maakte Kai Reus zijn rentree in het profwielrennen bij deze ploeg. 
In 2012 maakte de Belg Roy Sentjens na twee jaar zijn rentree bij De Rijke. Hij kwam in de tweede helft van het seizoen.

## Bekende renners
- Thijs van Amerongen (2006-2008)
- Johnny Hoogerland (2007-2008)
- Joost van Leijen (2003-2009)
- Ronan van Zandbeek (2007-2010 en 2013-2015)
- Dylan Groenewegen (2012-2014)
- Wouter Mol (2015-heden)
- Jetse Bol (2015-2016)

## Samenstellingen

### 2017
| Naam                 | Geboortedatum    | Nationaliteit | Ploeg 2016                              | Opmerkingen |
| -------------------- | ---------------- | ------------- | --------------------------------------- | ----------- |
| Dennis Bakker        | 4 november 1993  | Nederland     | Parkhotel Valkenburg Continental Team   |             |
| Luuc Bugter          | 10 juli 1993     | Nederland     |                                         |             |
| Jason van Dalen      | 2 juli 1994      | Nederland     |                                         |             |
| Jens van den Dool    | 10 november 1998 | Nederland     |                                         | Belofte     |
| Ike Groen            | 31 mei 1992      | Nederland     |                                         |             |
| Daan Meijers         | 11 april 1991    | Nederland     |                                         |             |
| Mitchell Mulhern     | 22 januari 1991  | Australië     | OCBC Singapore Continental Cycling Team |             |
| Gerco Pastoor        | 17 mei 1998      | Nederland     |                                         | Belofte     |
| Jan-Willem van Schip | 20 augustus 1994 | Nederland     |                                         |             |
| Jordi Talen          | 29 mei 1996      | Nederland     |                                         |             |
| Rens Tulner          | 26 februari 1998 | Nederland     |                                         | Belofte     |

### 2016
| Naam                 | Geboortedatum     | Nationaliteit | Ploeg 2015           | Opmerkingen |
| -------------------- | ----------------- | ------------- | -------------------- | ----------- |
| Jetse Bol            | 8 september 1989  | Nederland     |                      |             |
| Luuc Bugter          | 10 juli 1993      | Nederland     | Babydump Cyclingteam |             |
| Matthijs Eversdijk   | 21 december 1992  | Nederland     |                      |             |
| Robbert de Greef     | 27 augustus 1991  | Nederland     |                      |             |
| Ike Groen            | 31 mei 1992       | Nederland     |                      |             |
| Kobus Hereijgers     | 10 maart 1989     | Nederland     |                      |             |
| Taco van der Hoorn   | 4 december 1993   | Nederland     |                      |             |
| Daan Meijers         | 11 april 1991     | Nederland     |                      |             |
| Wouter Mol           | 27 april 1982     | Nederland     |                      |             |
| Timon van Reek       | 20 september 1995 | Nederland     |                      | Belofte     |
| Jan-Willem van Schip | 20 augustus 1994  | Nederland     | Babydump Cyclingteam | Belofte     |
| Jordi Sloof          | 22 september 1995 | Nederland     | Westland Wil Vooruit | Belofte     |
| Jordi Talen          | 29 mei 1996       | Nederland     |                      | Belofte     |
| Coen Vermeltfoort    | 11 april 1988     | Nederland     |                      |             |

### 2015
| Naam               | Geboortedatum     | Nationaliteit | Ploeg 2014              | Opmerkingen       |
| ------------------ | ----------------- | ------------- | ----------------------- | ----------------- |
| Jetse Bol          | 8 september 1989  | Nederland     | Belkin Pro Cycling Team |                   |
| Matthijs Eversdijk | 21 december 1992  | Nederland     | DRC De Mol              | Vanaf 1 juni 2015 |
| Robbert de Greef   | 27 augustus 1991  | Nederland     | KOGA Cycling Team       |                   |
| Dex Groen          | 8 augustus 1990   | Nederland     |                         |                   |
| Ike Groen          | 31 mei 1992       | Nederland     |                         |                   |
| Kobus Hereijgers   | 10 maart 1989     | Nederland     |                         |                   |
| Taco van der Hoorn | 4 december 1993   | Nederland     | WV De Jonge Renner      |                   |
| Daan Meijers       | 11 april 1991     | Nederland     | WV De Jonge Renner      |                   |
| Wouter Mol         | 27 april 1982     | Nederland     | Veranclassic-Doltcini   |                   |
| Timon van Reek     | 20 september 1995 | Nederland     | Croford Cycling Team    |                   |
| Jordi Talen        | 29 mei 1996       | Nederland     | DRC De Mol              |                   |
| Gino Vierhouten    | 30 januari 1996   | Nederland     | Willebrord Wil Vooruit  |                   |
| Coen Vermeltfoort  | 11 april 1988     | Nederland     |                         |                   |
| Ronan van Zandbeek | 27 september 1988 | Nederland     |                         |                   |

## Overwinningen
| Wedstrijd                     | Datum             | Categorie | Winnaar              |
| ----------------------------- | ----------------- | --------- | -------------------- |
| Ronde van Zuid-Holland        | 14 maart 2015     | Nationaal | Robbert de Greef     |
| Omloop van de Glazen Stad     | 12 april 2015     | Nationaal | Coen Vermeltfoort    |
| 2e etappe Olympia's Tour      | 13 mei 2015       | UCI 2.2   | Jetse Bol            |
| Eindklassement Olympia's Tour | 17 mei 2015       | UCI 2.2   | Jetse Bol            |
| Ronde van Midden-Brabant      | 27 september 2015 | Nationaal | Daan Meijers         |
| Zwevezele Koers               | 9 oktober 2015    | Kermesse  | Wouter Mol           |
| 1e etappe Ronde van Mersin    | 14 april 2016     | UCI 2.2   | Jan-Willem van Schip |
| 3e etappe Ronde van Mersin    | 16 april 2016     | UCI 2.2   | Ike Groen            |
| 1e etappe Flèche du Sud       | 4 mei 2016        | UCI 2.2   | Coen Vermeltfoort    |
| 5e etappe Flèche du Sud       | 8 mei 2016        | UCI 2.2   | Coen Vermeltfoort    |
| 1e etappe An Post Rás         | 22 mei 2016       | UCI 2.2   | Taco van der Hoorn   |
| 5e etappe An Post Rás         | 26 mei 2016       | UCI 2.2   | Wouter Mol           |
| Kernen Omloop Echt-Susteren   | 4 september 2016  | UCI 1.2   | Daan Meijers         |
| GP Marcel Kint                | 12 september 2016 | UCI 1.2   | Jan-Willem van Schip |
| Ronde van Drenthe             | 11 maart 2017     | UCI 1.1   | Jan-Willem van Schip |
| 3e etappe Ronde van Normandië | 22 maart 2017     | UCI 2.2   | Jan-Willem van Schip |
| 2e etappe An Post Rás         | 22 mei 2017       | UCI 2.2   | Jan-Willem van Schip |
| 7e etappe An Post Rás         | 27 mei 2017       | UCI 2.2   | Daan Meijers         |